# Ясный пруд
Я́сный пруд — водоём в районе Южное Медведково Северо-Восточного административного округа Москвы. Расположен к северо-западу от пересечения проездов Ясного и Дежнёва, между домами № 1 и № 5 по Ясному проезду. Водоём устроен на исчезнувшем левом притоке реки Чермянки. Своё название получил от Ясного проезда.
Пруд имеет овальную форму, вытянут в южном направлении. Его площадь составляет 0,8 га, ширина — до 65 метров, длина — 110 метров. Берега забетонированы, укреплены вертикальной стенкой. Прибрежная территория оформлена травяными откосами, вдоль юго-восточного берега растут ракиты. Пруд используется для прибрежных прогулок и любительского лова рыбы — в воде встречаются караси, ротаны, окуни и другие рыбы. Также на водоёме живут и гнездятся утки — кряквы и огари.
В 2005 году пруд полностью спускали и вычищали дно. В 2017 году провели благоустройство водоёма. Его очистили, на прибрежной территории высадили новые деревья, кустарники и цветники, восстановили газон.